# قلایچی (زنجان)
قلایچی (زنجان)، روستایی از توابع بخش زنجانرود شهرستان زنجان در استان زنجان ایران است.

## جمعیت
این روستا در دهستان زنجان‌رود پایین قرار دارد و براساس سرشماری مرکز آمار ایران در سال ۱۳۸۵، جمعیت آن ۸۹ نفر (۱۹خانوار) بوده‌است.